# 김태현 (범죄인)
김태현(1996년 11월 20일 ~ )은 노원 일가족 살인사건의 범인이다. 

## 성장 배경
1996년 11월 20일 부산광역시에서 장남으로 태어났고, 서울특별시 강남구에서 구룡중학교과 단국공업고등학교를 졸업했다. 19살 때 이혼한 홀어머니 밑에서 반지하방에서 살았다.

## 성범죄 전과
2015년 9월 성적인 욕설을 해 모욕죄로 벌금 30만 원의 약식명령이 내려졌다.
2019년 11월 공공장소에서 여성화장실에 들어가 몰래 훔쳐본 혐의(성폭력 범죄의 처벌 등에 관한 특례법 위반)로 약식 재판에 넘겨져 2021년 4월 24일 200만 원의 벌금형을 선고받았다. 
2020년에는 자신의 신음소리를 휴대전화로 녹음한 뒤 미성년자인 여고생에게 수차례 녹취 파일을 전송했다. 서울중앙지법은 2021년 3월 10일 성폭력 범죄의 처벌 등에 관한 특례법 위반(통신매체 이용 음란) 혐의로 김태현에게 벌금 200만 원의 약식명령을 내렸다.

## 노원 세모녀 살인 사건
2021년 3월 23일 온라인 게임(리그 오브 레전드)에서 알게 된 25세 여성에게 교제를 요구하면서 지속적으로 스토킹하다가 피해자가 자신을 만나주지 않자 피해자(25세)와 여동생(22세), 어머니(59세)를 살해했다. 김태현은 서울특별시 노원구 중계동의 피해자 집에 찾아가 무방비 상태였던 피해자의 여동생을 찌르고, 뒤이어 들어온 어머니까지 살해한 후 퇴근해 귀가한 피해자도 살인했다.
세 모녀는 범행 이틀 뒤인 3월 25일 오후 9시 8분 현장에서 숨진 채 발견됐고, 김태현도 같은 날 자해한 상태로 범행 현장에서 경찰에게 발견됐다. 병원으로 이송돼 수술을 받은 김태현은 4월 2일 퇴원했고, 4월 4일 살인 혐의로 경찰에 구속됐다. 경찰 조사 결과, 김태현은 범행 당일 택배기사로 가장해 세 모녀 집에 들어간 뒤 집에 혼자 있던 피해자의 여동생을 살해하고, 이후 귀가한 피해자의 어머니와 피해자를 차례로 살해한 혐의를 받았다.
2021년 4월 5일 서울경찰청은 신상공개심의위원회를 거쳐 김태현의 이름과 나이, 과거 사진 등을 공개했다.
1심 재판부는 "가족 살해가 우발적으로 일어났다고 보이지 않고, 동생과 어머니는 피고인과 아무 관계가 없음에도 범행을 위한 수단으로 살해됐다"며 김씨의 범행을 계획범죄로 판단했다. 다만 "다른 중대 사건과 양형의 형평성을 고려하면 사형을 정당화할 특별하고 객관적인 사정이 있다고 단정할 수 없다"며 무기징역을 선고했다. 검찰과 김태현은 판결에 불복해 각각 항소했지만, 2022년 1월 19일 살인 등 혐의로 구속기소 된 김태현의 항소심 선고 공판에서 서울고등법원 형사6-3부는 "이 사건 선고형은 가석방 없는 절대적 종신형으로 집행되어야 한다"며 1심과 같은 무기징역을 선고했다.